# Benzi
Benzi je priimek več oseb:    
- Erick Benzi, francoski glasbenik
- Francesco Benzi, rimskokatoliški nadškof
- Massimiliano Soldani Benzi, florentinski kipar
- Roberto Benzi, francoski dirigent